# Erebia dilucescens
Erebia dilucescens är en fjärilsart som beskrevs av Gramman 1910. Erebia dilucescens ingår i släktet Erebia och familjen praktfjärilar. Inga underarter finns listade i Catalogue of Life.